# Leptotarsus subapterus
Leptotarsus subapterus är en tvåvingeart som beskrevs av Alexander 1978. Leptotarsus subapterus ingår i släktet Leptotarsus och familjen storharkrankar.
Artens utbredningsområde är Bolivia. Inga underarter finns listade i Catalogue of Life.